# Eichstätt-Bahnhof

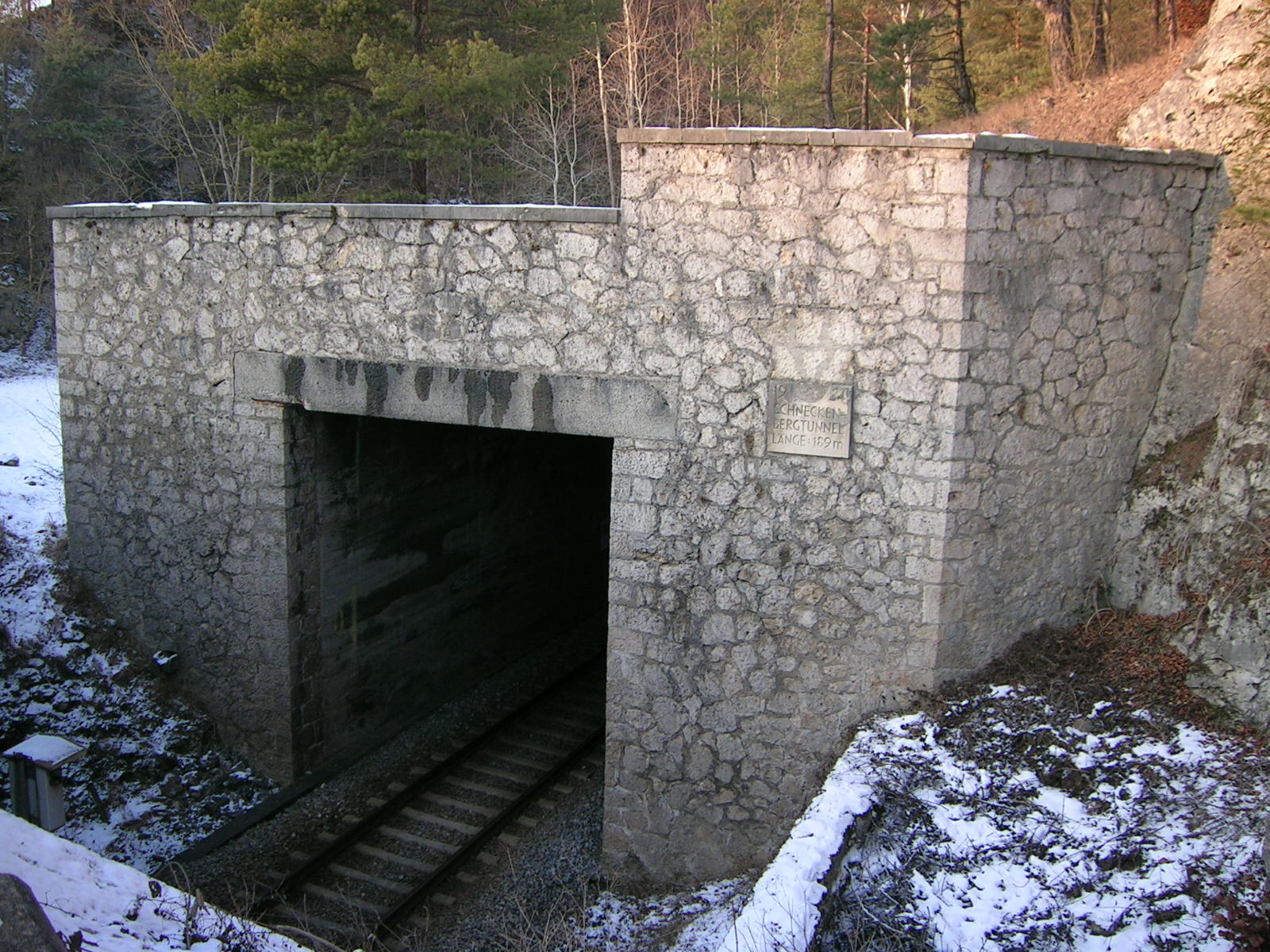
Südliches Tor zum Schneckenbergtunnel in der Nähe des Bahnhofs

Eichstätt-Bahnhof ist eine Ortschaft des Gemeindeteils Wasserzell der Stadt Eichstätt im oberbayerischen Landkreis Eichstätt.

## Lage
Der Ort liegt an der Bahnstrecke München–Treuchtlingen und ist nicht zu verwechseln mit dem in der Stadt selber liegenden, 1899 errichteten Bahnhof „Eichstätt Stadt“ der Nebenlinie Eichstätt–Beilngries.

## Geschichte
Die Stadt Eichstätt kämpfte seit 1858 dafür, dass die neue Strecke von Ingolstadt aus nicht über Nassenfels nach Dollnstein geführt wird, sondern Eichstätt mit einbezogen wird. Nach einer Audienz des Eichstätter Bürgermeisters Georg Fehlner (1817–1891) bei König Ludwig II. im Januar 1866 wurde die ursprünglich in Aussicht genommene Schuttertalstrecke aufgegeben und die Linienführung Adelschlag-Wasserzell beschlossen, die zwar die Stadt Eichstätt selbst nicht berührte, aber wenigstens in die Nähe der Bischofsstadt führen sollte. Im Januar 1867 ministeriell genehmigt, wurde mit dem Bau noch im gleichen Jahr begonnen. Damit war auch die Errichtung von Dienst- und Wohngebäuden in der Nähe erforderlich. So entstand ab 1867 der heutige Ort „Eichstätt-Bahnhof“ an der 1870 eröffneten Eisenbahnlinie Treuchtlingen-Ingolstadt. 1882 existierten ein Wohngebäude, nämlich das Bahnhofsgebäude selbst, und fünf Bahnwärterhäuschen. 1885 wurde in Schmalspurausführung eine Nebenlinie über Wasserzell und Rebdorf-Hofmühle zur Stadt Eichstätt angelegt, die 1934 auf Normalspur umgestellt wurde.
Das Kreishandbuch von 1906 führt den Bahnhof und die Bahnposten 31 und 32 auf; 1937 umfasste Eichstätt-Bahnhof 46 Einwohner zuzüglich fünf Bewohner des Bahnpostens 31 und zwei des Bahnpostens 32. Die Strecke nach Eichstätt-Stadt führt seit 1934 oberhalb von Wasserzell durch den 189 m langen sogenannten Schneckenbergtunnel unter dem westlichen „Schneckenbuck“ hindurch.
Zunächst als „Bahnhof (bei Wasserzell)“, dann (so 1875) als „Eichstätt, Bahnhof“ bzw. (so 1900) als „Eichstätt Bahnstation“ bezeichnet, gehörte die Ansiedelung zur Gemeinde Wasserzell im Landgericht Eichstätt und wurde mit ihr zum 1. Juli 1972 in die Große Kreisstadt Eichstätt eingemeindet.
Außer den Bahnhofsgebäuden gibt es heute in Eichstätt-Bahnhof fünf Wohngebäude auf beiden Seiten der Bahnstrecke und ein Steinschotterwerk an einem Jura-Steinbruch; die zum Schotterwerk führende Nebenlinie wurde stillgelegt und gegen Ende des 20. Jahrhunderts abgebaut. Zu den vier Anwesen südlich der Bahnlinie führt von Wasserzell her die Kreisstraße EI 13 durch einen Tunnel unter der Bahnlinie.

## Einwohnerentwicklung
- 1871: 24 (8 Gebäude)[7]
- 1900: 54 (4 Wohngebäude)[8]
- 1937: 53[5]
- 1950: 90 (8 Wohngebäude)[9]
- 1961: 52 (6 Wohngebäude)[10]
- 1973: 40[3]
- 1983: 22[3]